# Camarhynchus psittacula
Tentilhão-arbóreo-grande ou galapaguito-arborícola-grande (Camarhynchus psittacula) é uma espécie de ave da família Emberizidae.
É endémica do Equador.
Os seus habitats naturais são: florestas secas tropicais ou subtropicais e regiões subtropicais ou tropicais húmidas de alta altitude.